# 中村誠一 (陸軍軍人)
中村 誠一（なかむら せいいち、1889年（明治22年）10月1日 - 1961年（昭和36年）4月22日）は、大日本帝国陸軍軍人。最終階級は陸軍中将。功四級

## 経歴
1889年（明治22年）に石川県で生まれた。陸軍士官学校第22期卒業。1936年（昭和11年）5月に工兵第1連隊留守隊長に就任し、1937年（昭和12年）3月1日に陸軍工兵大佐進級と同時に工兵第6連隊長に着任。日中戦争に出動し、保定会戦から南京戦までの各作戦で工兵部隊として支援した。1938年（昭和13年）7月に電信第2連隊長に転じ、1939年（昭和14年）8月には陸軍通信学校幹事に着任。
1940年（昭和15年）3月に陸軍少将に進級し、1941年（昭和16年）8月に陸軍通信学校長に就任した。1944年（昭和19年）3月1日に南方軍通信隊司令官となり、南方方面に出征。7月8日には南方軍航空技術部長に転じ、10月26日に陸軍中将に進級した。
1947年（昭和22年）11月28日、公職追放仮指定を受けた。